# Dendryphantes zygoballoides
Dendryphantes zygoballoides là một loài nhện trong họ Salticidae.
Loài này thuộc chi Dendryphantes. Dendryphantes zygoballoides được Ralph Vary Chamberlin miêu tả năm 1924.